# THE IDOLM@STER CINDERELLA MASTER jewelries!
<THE IDOLM@STER CINDERELLA MASTER Jewelries!> (아이돌마스터 신데렐라 마스터 주얼리즈)는 2013년 9월 25일부터 일본 컬럼비아에서 발매되고 있는 소셜 게임 <아이돌마스터 신데렐라 걸즈>의 앨범 시리즈.

## 개요
신데렐라 걸즈의 아이돌이 5명씩 참가한 유닛 앨범. 넘버링이 타입별로 나뉘고 있다.
각 CD용의 개별 신곡 1곡과 그 가라오케, 각 타입 공통의 신곡 1곡, 요청에 의해 결정한 개인 커버곡이 각 1곡의 합계 8곡으로 드라마 파트를 수록한다.
CD용 신곡은 굵은 글씨, 커버곡은 이탤릭으로 표기한다.

## Cool

### Cool Jewelries! 001
2013년 9월 25일 발매. 시부야 린·타카가키 카에데·칸자키 란코·타다 리이나·닛타 미나미가 참가.
수록곡
1. Nation Blue
노래: 시부야 린 (후쿠하라 아야카)·타카가키 카에데 (하야미 사오리)·칸자키 란코 (우치다 마아야)·타다 리이나 (아오키 루리코)·닛타 미나미 (스자키 아야)
작사·작곡·편곡: 토야마 아키라효
2. 아마빛 머리카락의 아가씨 
노래: 닛타 미나미 (스자키 아야)
작사: 하시모토 쥰, 작곡: 스기야마 고이찌
오리지널 아티스트: 빌리지 신가즈
3. 슬픔을 상냥함으로
노래: 타다 리이나 (아오키 루리코)
작사: 스즈키 테츠히코, 작곡: 스즈키 테츠히코·소가와 사토루사, 편곡: tasuku
오리지널 아티스트: little by little
4. 달의 물방울 
노래: 칸자키 란코 (우치다 마아야)
작사: Satomi, 작곡·편곡: 마츠모토 아키라희
오리지널 아티스트: RUI
5. 창공 
노래: 시부야 린 (후쿠하라 아야카)
작사: atsuko, 작곡: atsuko·KATSU, 편곡: KATSU
오리지널 아티스트: angela
6. 눈의 꽃
노래: 타카가키 카에데 (하야미 사오리)
작사: Satomi, 작곡·편곡: 마츠모토 아키라희
오리지널 아티스트: 나카지마 미카
7. 나아가☆소녀~jewel parade~
노래: 시부야 린 (후쿠하라 아야카)·타카가키 카에데 (하야미 사오리)·칸자키 란코 (우치다 신 히로시)·타다 리이나 (아오키 루리코)·닛타 미나미 (스자키 아야)
작사: 모리 유리코, 작곡·편곡: 타나카 히데카즈
8. 보너스 드라마 쿨한 수록후
9. Nation Blue 오리지널 가라오케

### Cool Jewelries! 002
2014년 12월 17일 발매 예정. 카와시마 미즈키·시라사카 코우메·아나스타시야·카미야 나오·호조 카렌이 참가.
수록곡
1. 오르골의 작은 상자
노래: 카와시마 미즈키 (토야마 나오)·시라사카 코메 (오사키 치요)·아나스타시야 (우에사카 스미레)·카미야 나오 (마츠이 에리코)·호조 카렌 (후치가미 마이)
작사: 모리 유리코, 작곡·편곡: 타카하시 코헤이
2. 대도시교향악 
노래: 카와시마 미즈키 (토야마 나오)
작사·작곡: 코니시 야스시 햇빛
오리지널 아티스트: 피치카토 파이브
3. 메트로폴리탄 미술관 
노래: 시라사카 코메 (오사키 치요)
작사·작곡·오리지널 아티스트: 오오누키 타에코
4. 올려다 봐 밤의 별을 
노래: 아나스타시야 (우에사카 스미레)
작사: 에이 로쿠스케, 작곡: 이즈미 타쿠
오리지널 아티스트: 사카모토 규
5. 네가 모르는 이야기 
노래: 카미야 나오 (마츠이 에리코)
작사·작곡: ryo
오리지널 아티스트: supercell
6. 반딧불
노래: 호조 카렌 (후치가미 마이)
작사·작곡: 시이나 고
오리지널 아티스트: 스도 마유미
7. 멋진 Party Night
노래: 카와시마 미즈키 (토야마 나오)·시라사카 코메 (오사키 치요)·아나스타시야 (우에사카 스미레)·카미야 나오 (마츠이 에리코)·호조 카렌 (후치가미 마이)
작사: 모리 유리코, 작곡: 오노 타카미츠, 편곡: 타마키 치히로
8. 보너스 드라마
9. 오르골의 작은 상자 오리지널 가라오케

## Passion

### Passion Jewelries! 001
2013년 10월 2일 발매. 혼다 미오·모로보시 키라리·아카기 미리아·죠가사키 미카·죠가사키 리카가 참가.
수록곡
1. Orange Sapphire
노래: 죠가사키 리카 (야마모토 노조미)·모로보시 키라리 (마츠자키 레이)·죠가사키 미카 (요시무라 하루카)·혼다 미오 (하라 사유리)·아카기 미리아 (쿠로사와 토모요)
작사·작곡·편곡: Funta
2. 학원천국 
노래: 모로보시 키라리 (마츠자키 레이)
작사: 아구유, 작곡: 이노우에 타다오, 편곡; 노무라 요시오
오리지널 아티스트: FINGER 5 (코이즈미 쿄코 버전)
3. LOVE & JOY
노래: 죠가사키 리카 (야마모토 노조미)
작사: 삼쿠라미거문고, 작곡·편곡: 아사쿠라 다이스케
오리지널 아티스트: 키무라유희
4. 일요일은 안 돼 안 돼
노래: 죠가사키 미카 (요시무라 하루카)
작사: 마츠이 고로, 작곡·편곡: 타나 젓가락 호
오리지널 아티스트: 미즈노 애일
5. 첫 츄 
노래: 아카기 미리아 (쿠로사와 토모요)
작사·작곡·편곡: 지츠카와 슌 맑음
오리지널 아티스트: 안심 파파
6. 러블리 
노래: 혼다 미오 (하라 사유리)
작사·작곡·편곡·오리지널 아티스트: 오자와 켄지
7. 나아가☆소녀~jewel parade~
노래: 죠가사키 리카(야마모토 노조미)·모로보시 키라리(마츠자키 레이)·죠가사키 미카(요시무라 하루카)·혼다 미오(원사우 사토)·아카기 미리아(쿠로사와 토모요)
작사: 모리 유리코, 작곡·편곡: 타나카 히데카즈
8. 보너스 드라마 패션한 수록후
9. Orange Sapphire 오리지널 가라오케

### Passion Jewelries! 002
2014년 12월 24일 발매 예정. 토토키 아이리·히노 아카네·타카모리 아이코·호시 쇼코·호리 유코가 참가.
수록곡
1. 절대특권주장합니다!
노래: 토토키 아이리 (하라다 히토미)·히노 아카네 (아카사키 치나츠)·타카모리 아이코 (카네코 유키)·호시 쇼코 (마츠다 사츠미)·호리 유코 (스즈키 에리)
작사: 사카이 류지, 작곡·편곡: 야마자키 신고
2. PURE SNOW
노래: 토토키 아이리 (하라다 히토미)
작사: 야마모토 히데미, 작곡: 키네상등
오리지널 아티스트: 사사키 유코
3. 이것저것 
노래: 히노 아카네 (아카사키 치나츠)
작사: GAKU-MC, 작곡·편곡: 아사쿠라 다이스케
오리지널 아티스트: 후지이 타카시
4. 사랑은 건강합니다. 
노래: 타카모리 아이코 (카네코 유키)
작사: 토자와창미, 작곡: 타니무라 유미
오리지널 아티스트: 타니무라 유미
5. 빨강
노래: 호시 쇼코 (마츠다 사츠미)
작사·작곡·편곡: YOSHIKI
오리지널 아티스트: X JAPAN
6. 조이풀 
노래: 호리 유코 (스즈키 에리)
작사·작곡: 미즈노 요시키
오리지널 아티스트: 생물이 빚
7. 멋진 Party Night
노래: 토토키 아이리 (하라다 히토미)·히노 아카네 (아카사키 치나츠)·타카모리 아이코 (카네코 유키)·호시 쇼코 (마츠다 사츠미)·호리 유코 (스즈키 에리)
작사: 모리 유리코, 작곡: 오노 타카미츠, 편곡: 타마키 치히로
8. 보너스 드라마
9. 절대특권주장합니다! 오리지널 가라오케

## Cute

### Cute Jewelries! 001
2013년 10월 9일 발매. 후타바 안즈·마에카와 미쿠·시마무라 우즈키·코히나타 미호·아베 나나가 참가.
수록곡
1. 나 고철 안드로이드
노래: 후타바 안즈 (이가라시 히로미)·마에카와 미쿠 (타카모리 나츠미)·시마무라 우즈키 (오오하시 아야카)·코히나타 미호 (츠다 미나미)·아베 나나 (미야케 마리에)
작사·작곡·편곡: 사사키트모코
2. 변덕 로맨틱
노래: 시마무라 우즈키 (오오하시 아야카)
작사·작곡: 미즈노 요시키, 편곡; 에구치 아키라
오리지널 아티스트: 생물이 빚
3. 꼬리의 기분
노래: 마에카와 미쿠 (타카모리 나츠미)
작사·작곡·오리지널 아티스트: 타니야마 히로코, 편곡: 오카자키 린전
4. 푸른 토끼
노래: 아베 나나 (미야케 마리에)
작사: 목수미소, 작곡: 오다 테츠로, 편곡: 신카와 히로시
오리지널 아티스트: 사카이 노리코
5. 루루 
노래: 후타바 안즈 (이가라시 히로미)
작사·작곡: 티카·α, 편곡: 콘도 켄지
오리지널 아티스트: 태우고 만에쯔코
6. 멀리 멀리
노래: 코히나타 미호 (츠다 미나미)
작사·작곡·편곡·오리지널 아티스트: 마키하라 타카유키
7. 나아가☆소녀~jewel parade~
노래: 후타바 안즈 (이가라시 히로미)·마에카와 미쿠 (타카모리 나츠미)·시마무라 우즈키 (오오하시 아야카)·코히나타 미호 (츠다 미나미)·아베 나나 (미야케 마리에)
작사: 모리 유리코, 작곡·편곡: 타나카 히데카즈
8. 보너스 드라마 큐트한 수록후
9. 나 고철 안드로이드 오리지널 가라오케
10. 나아가☆소녀~jewel parade~오리지널 가라오케

### Cute Jewelries! 002
2014년 12월 31일 발매 예정. 미무라 카나코·코시미즈 사치코·사쿠마 마유·오가타 치에리·코바야카와 사에가 참가.
수록곡
1. 파스텔 핑크한 사랑
노래: 미무라 카나코 (오오츠보 유카)·코시미즈 사치코 (타케타츠 아야나)·사쿠마 마유 (마키노 유이)·오가타 치에리 (오오조라 나오미)·코바야카와 사에 (타치바나 리카)
작사: marhy, 작곡·편곡: BNSI(우치다 테츠야)
2. 이상한 피치 파이
노래: 미무라 카나코 (오오츠보 유카)
작사: 야스이나 완료, 작곡: 카토 카즈히코
오리지널 아티스트: 타케우치 마리아
3. KISS해
노래: 코시미즈 사치코 (타케타츠 아야나)
작사·작곡: 후쿠야마 마사하루
오리지널 아티스트: KOH+
4. 누구보다 좋아하는데
노래: 사쿠마 마유 (마키노 유이)
작사·작곡·오리지널 아티스트: 후루우치 토우코
5. 허밍이 들려 
노래: 오가타 치에리 (오오조라 나오미)
작사: 벚꽃도도 와, 작곡: 오야마다 케이고
오리지널 아티스트: 카히미 카리
6. 또 너를 사랑하고 있어
노래: 코바야카와 사에 (타치바나 리카)
작사: 마츠이 고로, 작곡: 모리마사 아키라
오리지널 아티스트: 비리 모두 (사카모토 후유미 버전)
7. 멋진 Party Night
노래: 미무라 카나코 (오오츠보 유카)·코시미즈 사치코 (타케타츠 아야나)·사쿠마 마유 (마키노 유이)·오가타 치에리 (오오조라 나오미)·코바야카와 사에 (타치바나 리카)
작사: 모리 유리코, 작곡: 오노 타카미츠, 편곡: 타마키 치히로
8. 보너스 드라마
9. 파스텔 핑크한 사랑 오리지널 가라오케
10. 멋진 Party Night 오리지널 가라오케